# Boyd Ridge
Boyd Ridge är en bergstopp i Antarktis. Den ligger i Västantarktis. Inget land gör anspråk på området. Toppen på Boyd Ridge är 2 112 meter över havet.
Terrängen runt Boyd Ridge är huvudsakligen kuperad. Trakten är obefolkad. Det finns inga samhällen i närheten.